# Hortus Palatinus
El Hortus Palatinus, o Jardín del Palatinado, fue un jardín barroco diseñado al estilo Renacimiento italiano para el Palacio de Heidelberg, Alemania. Encargado por Federico V, Elector Palatino en 1614 para su nueva esposa, Isabel Estuardo, el jardín adquirió una fama por toda Europa por su diseño paisajístico.
En 1612, Federico V pasó seis meses en Inglaterra (para casarse con Isabel) y allí conoció al paisajista Inigo Jones y al ingeniero y arquitecto francés Salomon de Caus en la corte del rey Jacobo I.
Un obstáculo importante para su construcción fue el terreno en pendiente alrededor del castillo, lo que no solo supuso un reto paisajístico, sino también de hidráulica y de ingeniería (las dos especialidades de Salomon de Caus), quien construyó numerosas fuentes por todo el jardín y varias grutas artificiales, algunas de las cuales han sido utilizadas como muestra del simbolismo místico inspirado en la legendaria orden secreta de Rosacruz.
Tras su derrota en la batalla de la Montaña Blanca, Federico y su esposa tuvieron que huir a La Haya y el proyecto del Hortus Palatinate se paró por completo, en tanto que Caus se fugó a París. 
La ciudad de Heidelberg sufrió mucho durante la guerra de los Treinta Años, pues fue asediada en 1622, y los jardines fueron utilizados por la artillería para bombardear la ciudad.

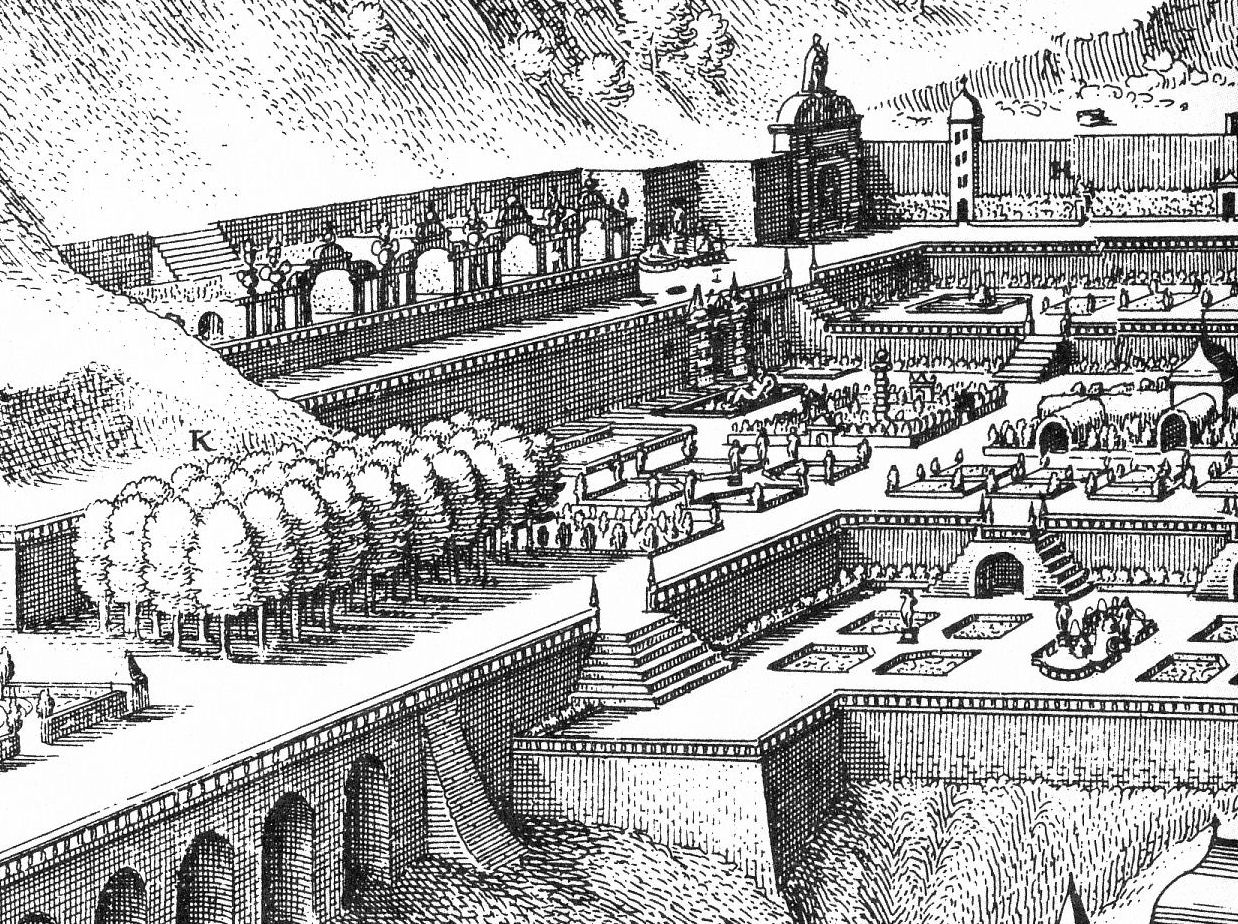
Detalle que muestra los distintos niveles que había.
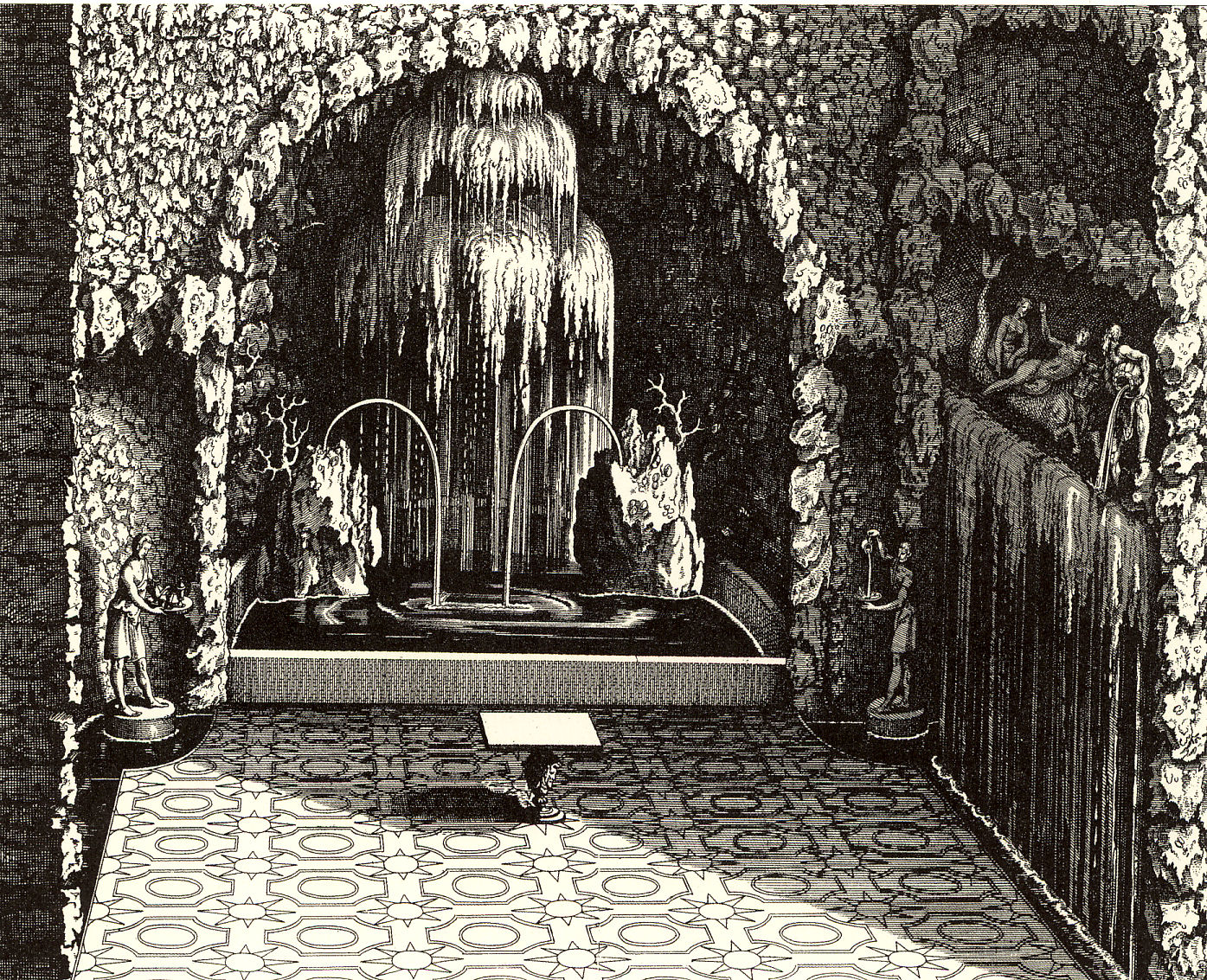
Una de las grutas diseñadas por Salomon de Caus, con supuestos significados rosicrucianos.
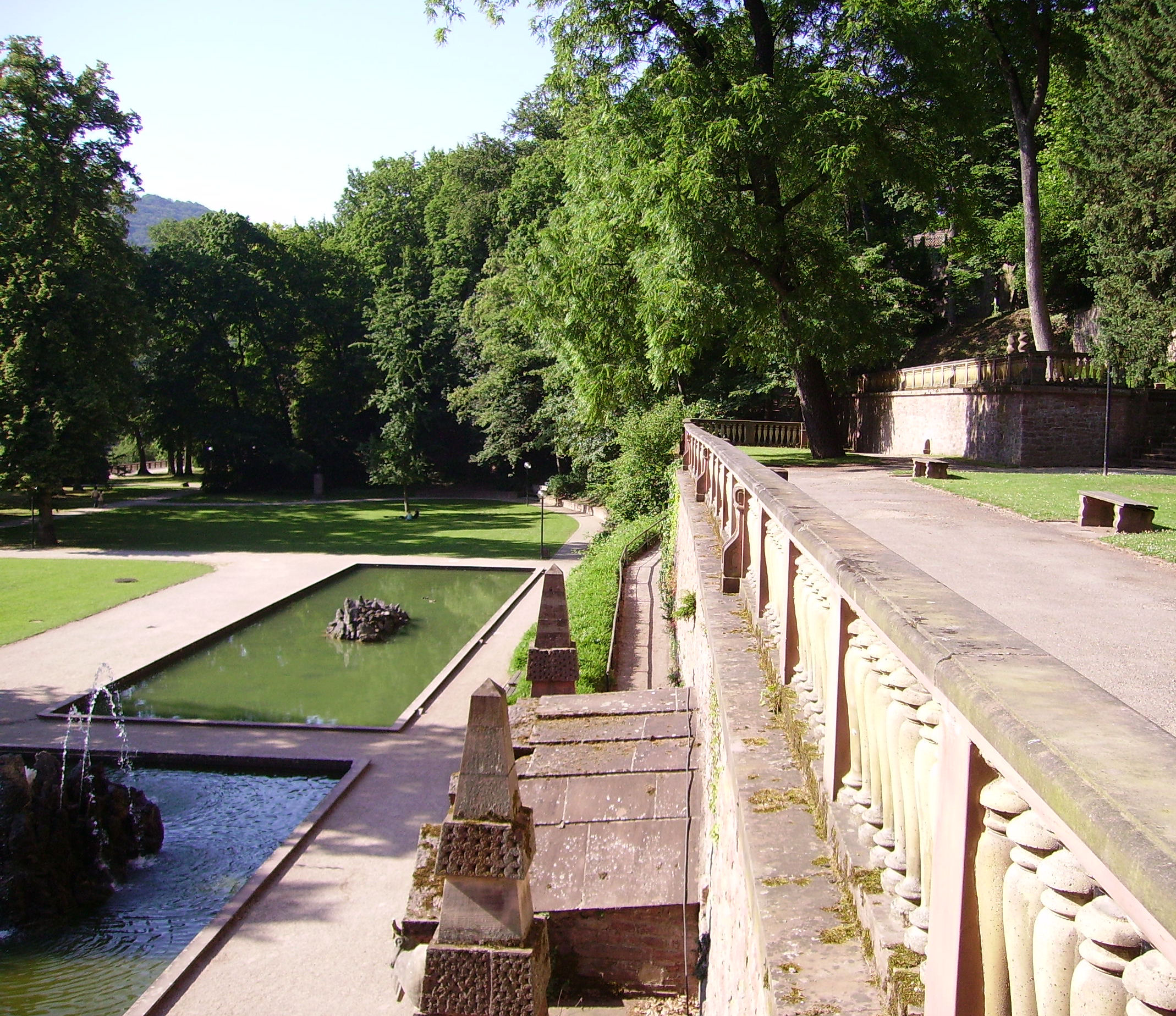
Restos.